# Діденко Борис Дмитрович
Борис Дмитрович Діденко (1876 — ?) — робітник, депутат Державної думи I скликання від Харківської губернії.

## Біографія
Родом із селян слободи Іванівка Харківського повіту. Закінчив народне училище. З 1891 року був учнем у котельному та слюсарному відділеннях механічного заводу Блінова, пізніше працював у майстернях Блауменфельда та Ейнгорна. Машиніст Цукрово-рафінадного заводу Харківського товариства. Обраний від робітників до Комісії з вирішення конфліктів між робітниками та господарями. Поставив свій підпис під зверненням 14 робітників до всіх робітників Росії. У 1905 році член Комісії сенатора М.В.Шидловського.
27 березня 1906 р. обраний до Державної думи І скликання від загального складу виборщиків Харківських губернських виборчих зборів. Входив до Соціал-демократичної фракції. Підписав законопроект «Про громадянську рівність» та проект «33-х» з аграрного питання.
При виборах у III Державну думу було обрано одним із трьох виборців від робочої курії, але депутатом у результаті обраний був В.Є.Шурканов.
Балотувався в IV Думу, був відсіяний на першому етапі виборів, отримавши 18 голосів виборців, значно менше, ніж інші (депутатом від робочої курії по Харкову став М.К. Муранов).
Подальша доля та дата смерті невідомі.